# Конотоп (Шепетівський район)
Коното́п (МФА: [kon̪oˈt̪ɔp] ( прослухати)), або Коното́пи — село в Україні, у Михайлюцькій сільській громаді Шепетівського району Хмельницької області. Населення становить 183 особи (2007).

## Географія
Конотоп розташований у верхній течії річки Цмівка, лівій притоці річки Смілка, поряд з селами Цмівка та Судимонт.

## Історія
У 1906 році село Хролинської волості Ізяславського повіту Волинської губернії. Відстань від повітового міста 41 верст, від волості 10. Дворів 65, мешканців 450.